# Prokennalestes
Prokennalestes és un gènere d'euteris extints. Se n'han trobat fòssils a Mongòlia que daten del Cretaci inferior.